# 움마
움마(아랍어: أمة)는 이슬람의 교단(敎團)이나 공동체를 뜻한다.
이슬람 이전과 같은 종족적 결합이 아니고 이슬람의 유대를 성립케 하는 결합이다. 샤리아에 의하여 통합되는 보편적 종교 사회가 '움마'로서 이념화되고 정통파 이슬람은 개인적인 교단 지도자에 대해서가 아닌 '움마'에 카리스마를 부여하였다.
현대에서는 초민족적 '움마'에의 귀속(歸屬)과 민족적 통일과의 관계 재확인이 민족주의 과제로 되어 있다.

## 같이 보기
- 딤미